# Reid Scott
Reid Scott (* 19. listopadu 1977, Albany, New York, USA) je americký herec. Proslavil se rolemi Brendana Dorffa v seriálu My Boys (2006–2010) a Dana Egana v komediálním seriálu stanice HBO Viceprezident(ka) (2012–2019). Také si zahrál ve filmech Který je ten pravý? (2017), Venom (2018) a Late Night (2019).

## Životopis
Scott se narodil 19. listopadu 1977 v Albany v New Yorku. Je synem Kathleen a Neila Weinerových. Navštěvoval Syracuse University. 

## Kariéra
Svojí hereckou kariéru zahájil v divadelní hře Cargo, která se hrála v Newyorském divadle mimo-Broadway a několika televizními reklamami. V roce 2002 získal hlavní roli v pilotním díle stanice Fox With You in Spirit.
Během let 2006–2010 hrál v seriálu stanice TBS My Boys a objevil se v hostujících rolích v seriálech Sběratelé kostí, The Secret Life of American Teenager, Motorcity a Kriminálka New York. V roce 2010 se připojil k obsazení seriálu stanice Showtime Ve znamení raka v roce 2010.
Během let 2012–2019 hrál hlavní roli Dana Egana v seriálu stanice HBO Viceprezident(ka). V roce 2013 propůjčil svůj hlas postavičce jménem Turbo do animovaného seriálu Netflixu Turbo R.A.Ke.Ta..
V roce 2014 si zahrál ve filmu Nancy Meyersové Stážista. Jeho scény však byly z filmu vystřižené. V roce 2019 získal roli v seriálu CBS All Acess Why Women Kill, ve kterém hraje hlavní roli Elie Cohena.

## Osobní život
Dne 21. června 2014 si vzal svou dlouholetou přítelkyní Elspeth Keller, se kterou má dva syny, Conrada (* 31. března 2015) a Damona (*4. ledna 2018).

## Filmografie

### Film
| Rok  | Název                     | Role                  | Poznámky            |
| ---- | ------------------------- | --------------------- | ------------------- |
| 2006 | Žhavé nápady              | Trent                 |                     |
| 2007 | Passing the Time          | Kevine                | krátkometrážní film |
| 2009 | Hra na utrpení            | Dan                   |                     |
| 2009 | My Two Fans               | Kyle                  |                     |
| 2011 | Důkaz lásky               | Ben                   |                     |
| 2013 | North Bay                 | Kirk Floyd            | krátkometrážní film |
| 2013 | Beside Still Waters       | Henry                 |                     |
| 2014 | Missing William           | William Leeds         |                     |
| 2014 | Sister                    | Billy Presser         |                     |
| 2014 | A Better You              | model                 |                     |
| 2014 | Bad Summer                | Max                   |                     |
| 2015 | I'll See You in My Dreams | důstojník Shumaker    |                     |
| 2015 | Slow Learners             | Max                   |                     |
| 2016 | The Veil                  | Nick                  |                     |
| 2016 | Nerdland                  | Brett Anderson (hlas) |                     |
| 2016 | Dean                      | Brett                 |                     |
| 2017 | Který je ten pravý?       | Justin Miller         |                     |
| 2018 | Under the Eiffel Tower    | Liam                  |                     |
| 2018 | Venom                     | Dr. Dan Lewis         |                     |
| 2019 | Late Night                | Tom Campbell          |                     |
| 2019 | Black and Blue            | KevinJennings         |                     |

### Televize
| Rok       | Název                                                     | Role                   | Poznámky |
| --------- | --------------------------------------------------------- | ---------------------- | --- |
| 2002      | Zlatá sedmdesátá                                          | Ted                    | díl: „Tam za kopci a hlavně hodně daleko“ |
| 2002–05   | American Dreams                                           | Andy Eaton / Brian     | 7 díly |
| 2003      | Co mám na tobě ráda                                       | Hunter                 | díl: „Girls Night Out“ |
| 2003      | With You In Spirit                                        | Ben Fisher             | TV film |
| 2003–04   | Všechno je relativní                                      | Bobby O'Neil           | 22 dílů |
| 2004      | Revenge of the Middle-Aged Woman                          | Sam                    | TV film |
| 2004      | F2: Forensic Factor                                       | Frank Black            | díl: „No Body, No Crime“ |
| 2005      | Kriminálka Las Vegas                                      | Dax Blanchard          | díl: „Hadi“ |
| 2006–2010 | My Boys                                                   | Brendan 'Brando' Dorff | hlavní role, 49 dílů |
| 2007      | Sběratelé kostí                                           | Robert Frazier         | díl: „Muž v domě“ |
| 2008      | Kriminálka New York                                       | Seth Riggin            | díl: „Hry se zápalkami“ |
| 2008      | Unhitched                                                 | Bobby                  | díl: „Woman Marries Horse“ |
| 2009      | Celebrities Anonymous                                     | Johnny                 | internetový seriál |
| 2009      | Sestra Hawthornová                                        | Jared                  | díl: „No Guts, No Glory“ |
| 2009      | The Ex List                                               | Steve Bolla            | díl: „Daphne's Idealized Wedding“ |
| 2009–2011 | The Secret Life of the American Teenager                  | Dr. Jeff Zegay         | 9 dílů |
| 2010      | Ve znamení raka                                           | Dr. Todd Mauer         | 10 dílů |
| 2011      | Mad Love                                                  | Dave Evans             | díl: „The Spy Who Loved Me“ |
| 2012      | Hot in Cleveland                                          | Sam                    | díl: „Hot & Heavy“ |
| 2012      | Best Friends Forever                                      | Peter                  | díl: „The Butt Dial“ |
| 2012–13   | Motorcity                                                 | Mike Chilton (hlas)    | 20 dílů |
| 2012–19   | Viceprezident(ka)                                         | Dan Egan               | hlavní role, 65 dílů SAG Awards v kategorii nejlepší televizní obsazení (komedie) – (2018) nominace – SAG Awards v kategorii nejlepší televizní obsazení (komedie) (2014–2017) |
| 2013      | How to Live with Your Parents (For the Rest of Your Life) | Scott                  | 3 díly |
| 2013      | Prozíravost                                               | Dr. Hutchins           | díl: „Neuropozitivní“ |
| 2013–16   | Turbo R.A.Ke.Ta                                           | Turbo (hlas)           | 52 dílů nominace – Cena Emmy v kategorii nejlepší výkon v animovaném programu (2016)                                                                                           |
| 2014      | Nová holka                                                | Ted                    | díl: „The Last Wedding“ |
| 2015      | Zoo                                                       | Ethan Boyd             | díl: „První krev“ |
| 2017      | Skvělé zprávy                                             | Jeremy                 | 3 díly |
| 2019      | Will a Grace                                              | Marcus                 | díl: „Jack's Big Gay Wedding“ |
| 2019      | Why Women Kill                                            | Eli Cohen              | hlavní role, 10 dílů |